# Yuri Slezkine
Yuri Slezkine, född 7 februari 1956, är en rysk-amerikansk professor i historia vid University of California, Berkeley.